# Жоріс-Карл Гюїсманс
Жоріс-Карл Гюїсма́нс (фр. Joris-Karl Huysmans; офіційно Шарль Жорж Марі Гюїсманс, фр. Charles-Georges-Marie Huysmans; 5 лютого 1848
  — 12 травня 1907) — французький письменник та літературний критик. Перший президент Гонкурівської академії (з 1900 р.). Його роботи вирізняють своєрідність мови, великий лексичний запас, детальність описів, чуттєвість і дотепність викладу. Для Гюїсманса характерні відраза до сучасного йому життя і глибокий песимізм, що привели його спочатку до філософії Шопенгауера, а пізніше в лоно католицизму.

## Батьки і початок життя
Народився в Парижі. Його батько, художник і мініатюрист Віктор-Готфрід-Ян Гюїсманс був голландського походження, а матір — Елізабет-Мальвіна Баден була француженкою. Батько Гюїсманса помер коли йому було вісім років, мати повторно вийшла заміж за француза-протестанта Жуля Ога, який був співвласником палітурної майстерні в Парижі. Рання втрата батька завдала Гюїсмансу відчутної психологічної травми.
Він навчався у ліцеї Сен-Луї, здобувши у 1866 р. ступінь бакалавра. У двадцятирічному віці він отримав посаду у міністерстві внутрішніх справ, де він і працював протягом 32 років, суміщаючи цю роботу із письменницькою діяльністю. Під час франко-пруської війни 1870 р. був призваний до армії, але прослужив там не довго і був демобілізований у зв'язку із дизентерією.

## Ранні твори
У 1874 р. опублікував свою першу книгу під назвою «Ваза з прянощами» (Le Drageoir à épices — збірку віршів у прозі, написаних під впливом Бодлера та Алоїзіуса Бертрана. Коли вона була відхилена декількома видавництвами, він, нарешті, надрукував її за власний рахунок. І хоч ця книга викликала мало уваги, проте вона вже виявила елементи неповторного стилю автора. З цього часу він, як правило, підписував свої твори ініціалами, а не повною формою імені: Ж. -К. Гюїсманс.

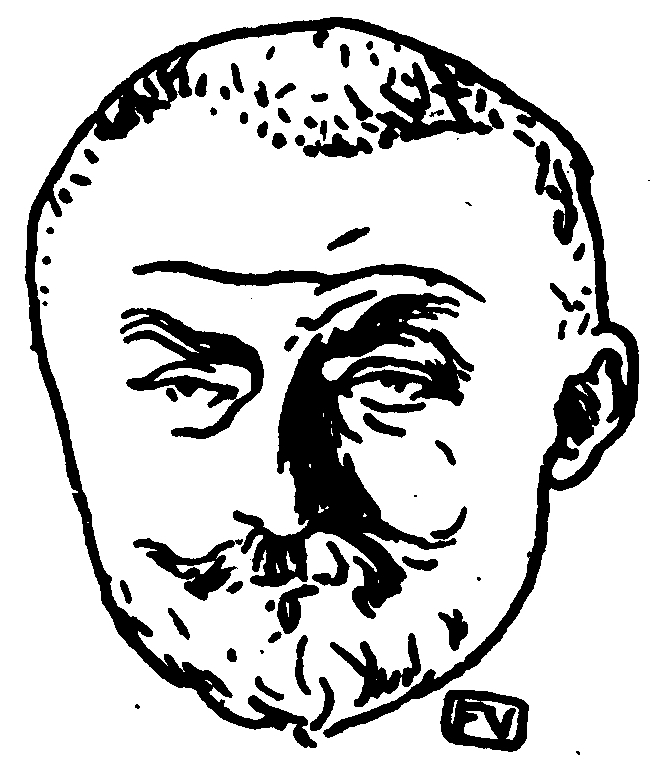
Ф. Валлотон. Портрет Гюїсманса

У 1870-х-1880-х рр. спостерігається вплив натуралізму на творчість Гюїсманса. До цього періоду належать його побутові психологічні романи — «Марта» (Marthe, 1876) та «Сестри Ватар» (Les Sœurs Vatard, 1879). Разом із Мопассаном, Сеаром, Єнніком и Алексісом бав участь у створені збірки новел «Меданські вечори» (Les Soirées de Médan, 1880). Будучи прибічником використання «людських документів», Гюїсманс точний у трактуванні психофізіологічного життя, із схильністю до патології. Він зображує соціальні низи Парижа, дає жанрові картини з життя майстринь, ремісників, повій і «декласованих елементів». У міському пейзажі ним висвітлені характерні для натуралізму образи передмість, бульварів, ресторанчиків. При цьому він підходить до свого сюжету не як соціолог і навіть не як мораліст, а як художник, що тяжіє до зображення мальовничих деталей хворобливого і вмираючого в людині та в місті. Міським письменником є Гюїсманс і в романі «На пристані». Тут він — навіть пропагандист індустріальної теми. Він прагне розвінчати «романтичну красу природи», говорить про «безбарвну працю на полях»; сцена жнив здається йому жалюгідною в порівнянні «з видом заводу або черева океанського пароплава, осяяного вогнями». Гюїсманс один із перших у французькій літературі дав опис залізниці. Епічні прийоми зображення сільської природи, що застосовувалися і натуралістами (Золя у «Землі»), ним принижуються. Це — «лірика», «стара помилка романтиків», «немає жодної підстави брязкати на лірі». При цьому пейзаж, міський чи сільський, Гюїсманс зображує дуже своєрідно, в плані імпресіоністичного натуралізму. Він тонко фіксує рух, світло, барвисті плями, будучи близький у цьому відношенні до живописців-імпресіоністів.
Кульмінацією його ранніх робіт є повість «За течією» (À vau-l'eau, 1882). В ній розповідається історія Жана Фолантіна, затурканого паризького клерка цивільної служби, чиї пошуки навіть краплинки щастя і матеріального комфорту завжди закінчуються невдачею. Книга є хронікою повсякденних розчарувань Фолантіна. Вона є однією з ключових праць у літературному розвитку Гюїсманса. Це остання книга, написана в стилі раннього натуралізму автора, з його незворушним відображенням бруду повсякденності. Однак вже там деякі риси вказують на майбутній поворот у творчості Гюїсманса.

## Розрив із натуралізмом
У 1884 р. з'явився новий роман «Навпаки» (À Rebours), в якому Гюїсманс остаточно порвав із натуралізмом. Роман став яскравим прикладом і маніфестом європейського декадансу. Головний герой — аристократ Жан дез Ессент, що відчуває відразу до навколишнього світу, живе сам у заміському будинку і займається витонченими та збоченими розвагами. Нездатний на боротьбу з тим, що він ненавидить, дез Ессент створює собі свій власний світ мрій, де все «навпаки» стосовно реальності. Надаючи перевагу несправжньому, зневажаючи природні потреби, герої Гюїсманса висловлюють цим свій безсилий протест проти ненависного їм життя.
Наступний роман Гюїсманса «На пристані» (En Rade, 1887), що неромантично зображує проведене літо в селі і сюрреалістично — сни та мрії головного героя, як і його попередник, не отримав популярності читачів.

## Пізні твори
У своїх пізніх романах Гюїсманс описав духовні пошуки людини на ім'я Дюрталь, вигаданого письменника, який є альтер-егом самого Гюїсманса. В романі «Безодня» (Là-bas, 1891), одному з найвідоміших романів автора, сюжет обертається навколо романіста Дюрталя, який відчуває огиду до порожнечі і вульгарності сучасного світу. Він шукає порятунку у вивченні середньовіччя і починає досліджувати життя відомого вбиці дітей XV ст. Жиля де Ре. Завдяки своїм контактам в Парижі, Дюрталь дізнається, що сатанізм не відійшов у минуле, а продовжує існувати у Франції. За допомогою своєї коханки, він вирушає в дослідження окультного світу. Роман закінчується описом чорної месси.
Дюрталь, головний герой «Безодні», з'являється далі в романах «В дорозі» (En Route, 1895), що є фактично завуальованою історією повернення Гюїсманса в лоно католицької церкви після перебування в монастирі траппістів, в романі «Собор» (La Cathédrale, 1898), який майже цілком присвячений Шартрскому собору, і також в романі «Послушник» (L'Oblat, 1903), який є завуальованою хронікою послушництва Гюїсманса в бенедиктинському монастирі після відставки з державної служби. В 1906 р. з'являється роман «Лурдські натовпи» (Les Foules de Lourdes), де вихваляється побожність і бичується жага до наживи, яка заволоділа містом. Цей роман став останньою великою працею Гюїсманса.

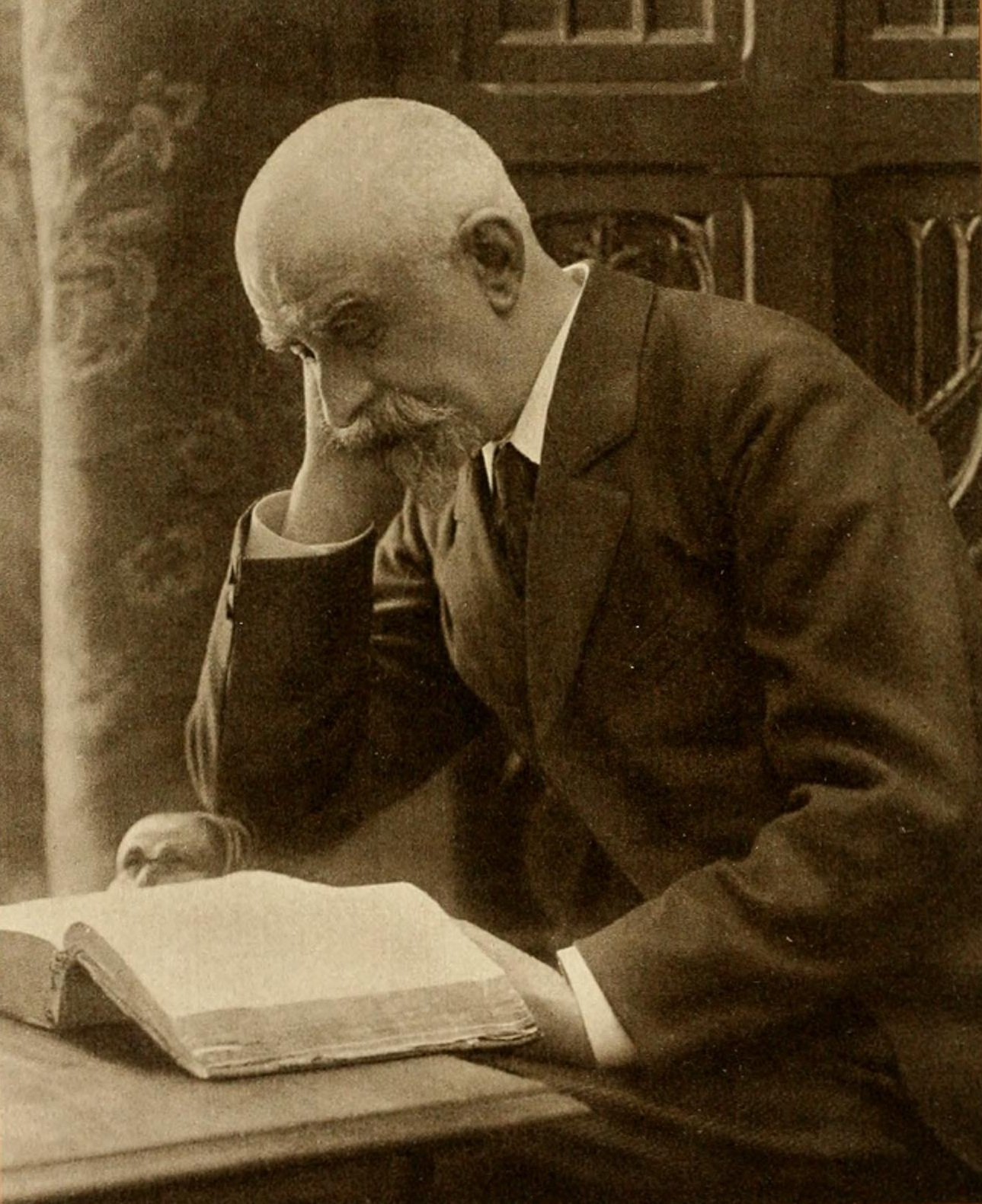
Гюїсманс

## Критична та літературознавча діяльність
Гюїсманс був відомий також як критик мистецтва. Найвідоміша його критична праця — «Сучасне мистецтво» (L'Art Moderne, 1883). Як критик був прихильником імпресіоністів. Він Високо оцінював творчість Моне, Дега, Рафаеллі, Пізарро та ін,, а в пізніший період, в епоху свого захоплення символізмом і католицизмом — Моро і Редона.
Останні роки життя Едмон де Ґонкур включив Гюїсманса до числа членів своєї Академії. У 1900 р. він був обраний президентом Ґонкурівської академії.
У 1905 р. у Гюїсманса виявили рак. Згідно із своїми релігійними переконаннями він відмовився від лікування. Вже перед самою смертю був нагороджений орденом Почесного легіону. Помер в Парижі 13 травня 1907 р. Похований на цвинтарі Монпарнас.

## Мова і стиль
На мові Гюїсманса позначилася його первісна схильність до зображення соціальних низів. Вживання арго в його першому творі «Ваза з прянощами» викликало у критиків зауваження, що Гюїсманс «вводить комуну у французьку мову». «Сестри Ватар» можна зблизити із «Пасткою» Золя, а особливо з «Жерміні Ласерте» Гонкурів, через схильность Гюїсманса до рідкісних слів, до таких контрастів, як поєднання буденних іменників з незвичайними прикметниками, гротескне зближення слів з різними смислами. Ця манера збереглася в усі періоди його творчості. Мова Гюїсманса сповнена неологізмів, зокрема латинізмів, під впливом його захоплення середньовічної латиною, є у нього і архаїзми, що підкреслює книжність стилю. В цілому його мова позначається синкретизмом відчуттів, чуттєвими асоціаціями, що теоретично було обґрунтовано письменником у романі «Навпаки». Важко знайти письменника, чия лексика була б настільки широкою.
Духовна історія Гюїсманса яскраво відображає послідовні фази духовного життя Франції кінця XIX ст. Він мав справу з еротикою, екзотикою та духовністю і все це відображав через своїх героїв у запашному і п'янкому стилі. «Мистецтво — це єдина чиста річ на землі, за виключенням святості» — зазначав він. Католицька церква вважає його одним із своїх апологетів.

## Основні твори
- Le drageoir aux épices (1874)
- Marthe (1876)
- Les Soeurs Vatard (1879)
- Sac au dos (1880)
- Croquis Parisiens (1880)
- Pierrot sceptique (1881)
- À vau-l'eau (1882)
- L'art moderne (1883)
- À rebours (1884)
- En rade (1887)
- Un Dilemme (1887)
- Certains (1889)
- La bièvre (1890)
- Là-Bas (1891)
- En route (1895)
- La cathédrale (1898)
- La Bièvre et Saint-Séverin (1898)
- La magie en Poitou. Gilles de Rais. (1899)
- La Bièvre; Les Gobelins; Saint-Séverin (1901)
- Sainte Lydwine de Schiedam (1901)
- De Tout (1902)
- Esquisse biographique sur Don Bosco (1902)
- L'Oblat (1903)
- Trois Primitifs (1905)
- Le Quartier Notre-Dame (1905)
- Les foules de Lourdes (1906)